# Amphibolidae
Amphibolidae es una familia de caracoles que respiran aire con opérculos, moluscos gasterópodos pulmonados terrestres.
La familia es considerada como uno de los más primitivos de los gasterópodos pulmonados, pues aunque los amfibólidos respiran aire, también poseen opérculos y al menos algunas especies pasan por una etapa larvaria de nado libre.

## Género
- Amphibola Schumacher, 1817 - especie Amphibola crenata
  - incertae sedis/species inquirenda Amphibola quadrasi Möllendorf, 1894
- Lactiforis Golding, Ponder & Byrne, 2007[1]
- Naranjia Golding, Ponder & Byrne, 2007 - con la única especie Naranjia swatowensis (Yen, 1939)[1]
- Salinator Hedley, 1900[1]